# Romanx
El romanx (en romanx: rumantsch  rumantsch (?·pàg.),  rumauntsch (?·pàg.),  romontsch (?·pàg.), rumàntsch), a voltes anomenat grisó, és una llengua romànica que es parla en diverses zones del cantó muntanyós dels Grisons (Suïssa) i que forma part de la branca retoromànica conjuntament amb el ladí i el furlà. Alternativament (vegeu qüestió ladina), si hom considera que el conjunt del retoromànic constitueix una sola llengua (el rètic), el romanx pot ser conceptuat com un dels tres grups dialectals —l'occidental— que la componen, juntament amb el ladí i el furlà.
El romanx és llengua cooficial dels Grisons d'ençà 1974; quarta llengua nacional de Suïssa des del referèndum de 1938; i quarta llengua oficial de Suïssa des del 1996. El parlen 60.000 persones, el 0,5% de la població de l'Estat; el 13 % de la població del cantó dels Grisons.

## Dialectes
Els cinc dialectes romanxs més parlats són el sobreselvà (sursilvan), el sotaselvà (sutsilvan) i el surmiran, que constitueixen el grup romanx estricte; i l'alt engiadinès (puter) i el baix engiadinès (vallader), que constitueixen el grup engiadinès o ladí. El nom de ladí referit a l'engiadinès, per la seua banda, és coincident amb el del ladí per excel·lència, o retoromànic central de les Dolomites (províncies italianes de Bozen, Trento i Belluno), amb el qual no s'ha de confondre. El dialecte amb més parlants és el baix engiadinès.

## Història
Es creu que el romanx es va originar cap al 15 aC quan els romans van conquerir Rècia, el que ara són els Grisons. El romanx és el resultat de la combinació del llatí vulgar parlat per soldats i colons i el reti, la llengua dels nadius.
La germanització va començar al segle v, després de la Caiguda de l'Imperi Romà d'Occident i els ostrogots del territori van passar a ser domini dels francs, l'idioma oficial dels quals era el llatí, i la nova llengua híbrida es va convertir en la llengua principal de la zona fins al segle XV, quan el cantó es va unir a l'Antiga Confederació Suïssa, quan l'alemany es va convertir en la llengua escrita del govern. Es pensa que va haver-hi un temps en què les llengües retoromàniques es van parlar en una extensa zona del centre d'Europa. Aquestes llengües estan emparentades amb les llengües llatines veïnes que es parlen a Itàlia, Suïssa i França. L’última gran influència en la codificació, del romanx, fou la Reforma Protestant, quan van començar sota el seu impuls les traduccions de porcions de la Bíblia i els catecismes van començar a aparèixer ràpidament en els dialectes suïssos, que van aturar la reducció de l'àmbit lingüístic.
Al segle xix, el romanx comença a ser estudiat per la ciència internacional i es desenvolupà la seva literatura, però el cens de població el 1860 mostra per primera vegada una disminució de la població romanx als Alps suïssos a costa de l'alemany i des de llavors, el nombre de romanxs ha minvat amb cada cens, creant la preocupació dels parlants per la seva llengua i cultura i el desig de preservar-la, i comença el Renaixement romanx quan alguns somien amb una nació romàntica i altres amb el reconeixement de la seva llengua a.l'àmbit nacional, que es materialitza el 1938.
Heinrich Schmid va estandarditzar el romanx en 1982, sobre les varietats romanxes del baix engiadinès, el sobreselvà i el surmiran, les varietats amb més tradició literària i bases de l'actual llengua estàndard, que es coneix amb el nom rumantsch grischun. Schmid va tractar d'evitar ortografies d'estranya aparença per a facilitar la seua acceptació. Per tant, paraules amb /tɕ/ més [e] o [i] tenen <tg> (tgirar) en comptes de <ch>. Les paraules amb /tɕ/ seguida de [a], [o] o [u] s'escriuen amb <ch> (chalanda), ja que tant els parlants d'Engadin (chalanda) i del territori del Rin (calanda) esperarien una ortografia que inclogués la <c->. De la mateixa manera, che i chi —a causa d'aquesta norma, anomenada "Leza Uffers Kompromiss"— es pronuncien [ke] i [ki]. D'altra banda, la lletra <k>, es converteix en un grafema innecessari en aquesta llengua romànica. Schwa ([ə]), això no obstant, es representa amb <e>, l'ús del qual mostra la influència en aquesta llengua romanxa de l'alemany. El mateix passa amb l'ús de <sch> tant per a /ʃ/ com per a /ʒ/, i <tsch> per a /tʃ/.
D'altra banda, el fet que no existeix <ü, ö> en romanx potser no es produeix només per l'absència de la [i] i de [ø] en la major part de les llengües retoromàniques, sinó també a la seua forma gràfica, que no és considerada una forma romanxa. A més, açò també demostra que l'adopció d'una determinada grafia no està sempre relacionada amb factors fonètics. Com a conclusió, es pot afirmar que l'ortografia romanxa se situa entre la tradició ortogràfica romànica de l'italià i del francès i la tradició ortogràfica germànica de l'alemany.
La Lia Rumantscha és una organització creada en 1919 que comprèn associacions de llengües rètiques. La seua pàgina web facilita més informació sobre les llengües esmentades.
Una obra de referència per al romanx és el Dicziunari Rumantsch Grischun. És el major diccionari d'aquesta llengua i és editat per la Societad Retorumantscha.

## Fonologia

### Consonants
Els fonemes consonants del romanx (Rumantsch Grischun) estan ordenats en la taula següent:
|                    | Bilabial | Labiodental | Dental i alveolar | Alveolopalatal | Postalveolar | Palatal | Velar |
| ------------------ | -------- | ----------- | ----------------- | -------------- | ------------ | ------- | ----- |
| Oclusiva           | p b      |             | t d               |                |              |         | k g   |
| Africada           |          |             | ts                | tɕ dʑ          | tʃ           |         |       |
| Nasal              | m        |             | n                 |                |              | ɲ       | ŋ     |
| Fricativa          |          | f v         | s z               |                | ʃ ʒ          |         |       |
| Aproximant         |          |             | r                 |                |              | j       |       |
| Lateral aproximant |          |             | l                 |                |              | ʎ       |       |

### Vocals
Els fonemes vocàlics del romanx es troben en la taula inferior:
| Monoftongs   | Anterior | Posterior |
| ------------ | -------- | --------- |
| Tancada      | i        | u         |
| Mitja        | ə        | ə         |
| Oberta-mitja | ɛ        | ɔ         |
| Oberta       | a        | a         |

| Diftongs | La vocal tancada està davant | La vocal tancada està darrere |
| -------- | ---------------------------- | ----------------------------- |
| Tancant  | ai                           | au                            |
| Obrint   | ie                           |                               |

La schwa /ə/ només apareix en síl·labes àtones. La longitud de la vocal es pot predir:
- Les vocals àtones són curtes.
- Les vocals tòniques en síl·labes tancades són:
llargues després /r/
curtes en altres ocasions
- Les vocals tòniques en síl·labes obertes són:
curtes després consonants sordes
llargues en altres ocasions

## Comparança lèxica i fonètica entre cada varietat
| Llatí          | Sobreselvà | Sotaselvà | Surmiran | Alt engiadinès | Baix engiadinès | Rumantsch Grischun | Català          |
| -------------- | ---------- | --------- | -------- | -------------- | --------------- | ------------------ | --------------- |
| AURUM          | aur        | or        | or       | or             | or, aur, ar     | aur                | or              |
| DURU           | dir        | dir       | deir     | dür            | dür             | dir                | dur             |
| OCULUS         | egl        | îl        | îgl      | ögl            | ögl             | egl                | ull             |
| LEVIS          | lev        | leav      | lev      | liger          | leiv            | lev                | lleuger (fàcil) |
| TRES           | treis      | tres      | treis    | trais          | trais           | trais              | tres            |
| NIVIS          | neiv       | nev       | neiv     | naiv           | naiv            | naiv               | neu             |
| ROTA           | roda       | roda      | roda     | rouda          | rouda           | roda               | roda            |
| CASEUS         | caschiel   | caschiel  | caschiel | chaschöl       | chaschöl        | chaschiel          | formatge        |
| CASA           | casa       | tgeasa    | tgesa    | chesa          | chasa           | chasa              | casa            |
| CANIS          | tgaun      | tgàn      | tgang    | chaun          | chan            | chaun              | gos/ca          |
| (vulg.) GAMBA  | comba      | tgomba    | tgomma   | chamma         | chomma          | chomma             | cama            |
| GALLINA        | gaglina    | gagliegna | gagligna | gillina        | giallina        | giaglina           | gallina         |
| (vulg.) CATTUS | gat        | giat      | giat     | giat           | giat            | giat               | gat             |
| TOTUS          | tut        | tut       | tot      | tuot           | tuot            | tut                | tot             |
| FORMA          | fuorma     | furma     | furma    | fuorma         | fuorma          | furma              | forma           |
| EGO            | jeu        | jou       | ja       | eau            | eu              | jau                | jo              |